# Годи, Жорж (художник)
Жорж Годи́ (фр. Georges Gaudy; 6 октября 1872, Сен-Жосс-тен-Ноде — 7 февраля 1941 Уккел) — бельгийский художник-плакатист и график.

## Биография
Родился 6 октября 1872, Сен-Жосс-тен-Ноде, Бельгия. Начал творческую деятельность в качестве художника рекламных плакатов, афиш и журнальных иллюстраций. Выступал в качестве анималиста, пейзажиста, портретиста и автора работ на спортивную тему. Использовал акварель, пастель. В 1913 году выставлялся на Национальном салоне акварелистов в Брюсселе. Скончался  7 февраля 1941 в Уккеле.

## Творчество
Работы Жоржа Годи находятся в собраниях нескольких европейских музеев:
- Берлин:
  - Колодцы в Тироле (фр. Puits en Tyrol)
  - Кузница под Зальцбургом (Forge près de Salzbourg)
- Грац:
  -  Волки (Loups)
  - Возвращение во время грозы (Retour par l’orage)
  - Шесть картин с изображениями животных
- Лейпциг:
  - Пейзаж со стадом (Paysage avec troupeau)
- Вена:
  - Кузница(La forge)
  - Отдых в поле (Le repos aux champs)
  - Пахарь (Le laboureur)
  - Водопой (L’abreuvoir)
  - Ястреб, побеждающий оленя (Vautour et cerf succombant)
  - Лошадь (Un cheval)

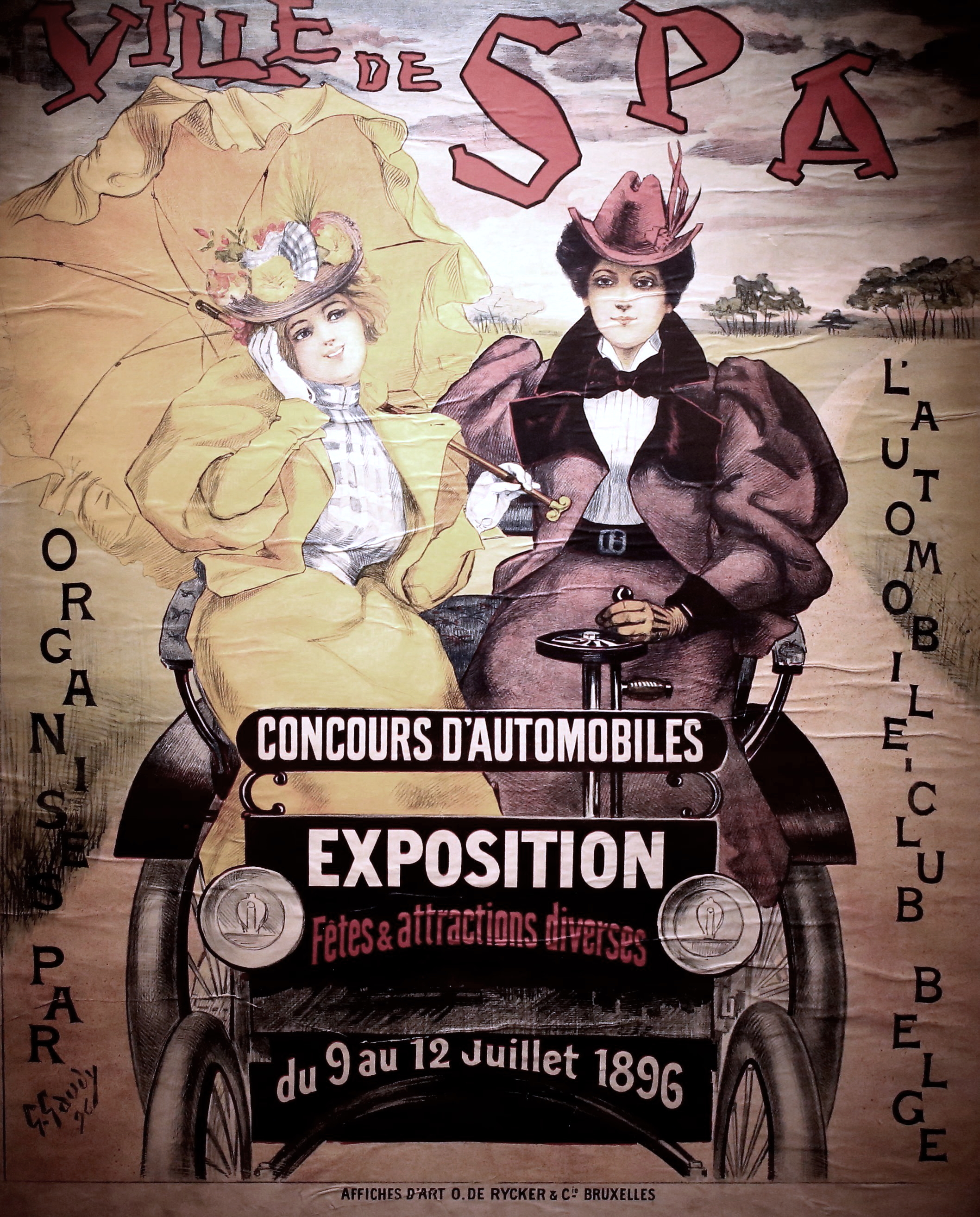
Реклама автомобильного конкурса в Спа, 1896
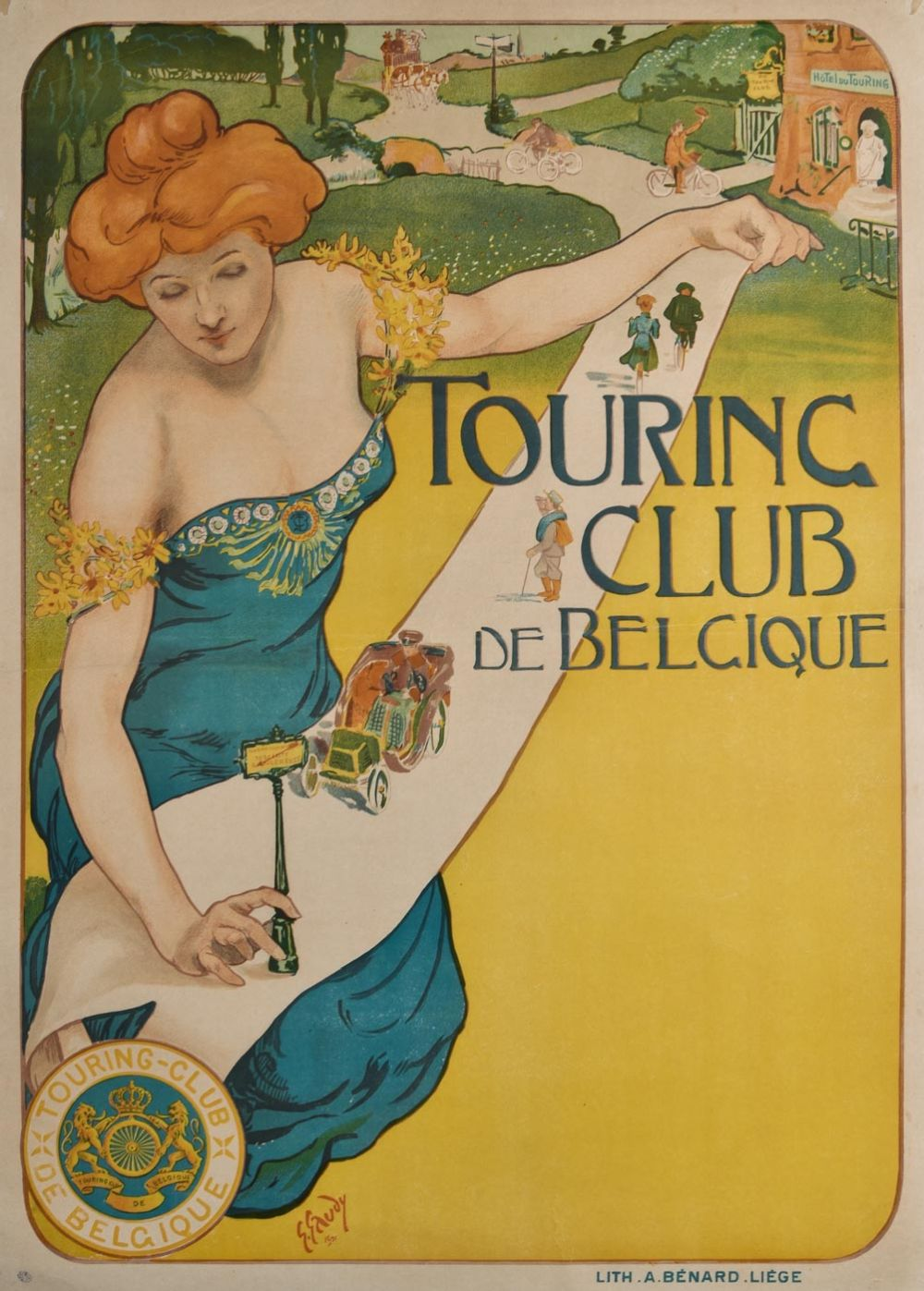
Плакат туристического клуба Бельгии, 1901
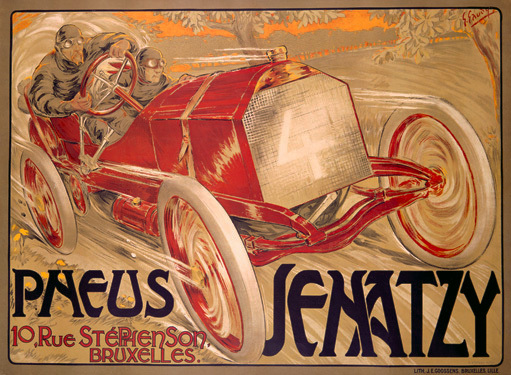
Реклама шин Jenatzy, около 1906
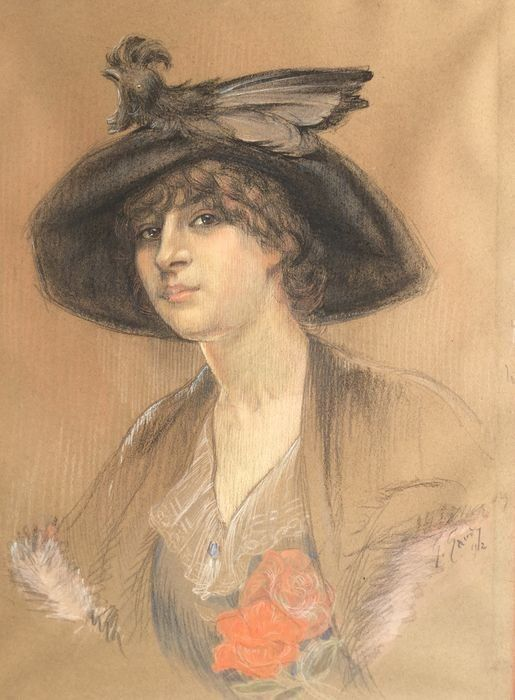
Элегантная женщина, 1912
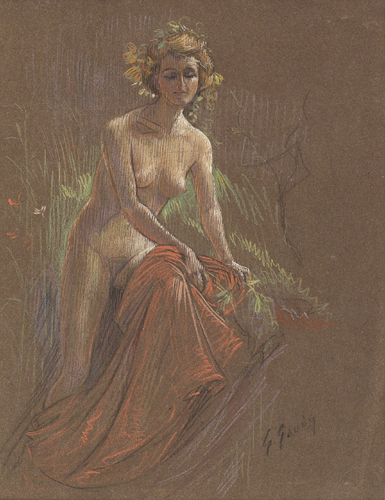
Модель, около 1920